# أندريا جيرزيني
أندريا جيرزيني (بالمجرية: Gerzsényi Andrea)‏ (ولدت في 23 مايو 1991 )  هي لاعبة كرة يد مجرية سابق.

## الإنجازات
- كأس المجر لكرة اليد للسيدات :
  - الميدالية الفضية : 2012
  - الميدالية البرونزية : 2010

## روابط خارجية
- أندريا غيرزنيي إحصائيات مهنية في Worldhandball
- نبذة عن اللاعب Andrea Gerzsényi على موقع Békéscsabai Előre NKSE الرسمي